# Damien Dante Wayans
Damien Dante Wayans är en amerikansk skådespelare, manusförfattare, producent och regissör. Han är en medlem av familjen Wayans.
Wayans föddes i New York, han är son till manusförfattaren Elvira Wayans.
Wayans började sin karriär 1987 i Eddie Murphy fimen Eddie Murphy Raw.
Han spelade tillsammans med sin morbror Damon Wayans i Major Payne.